# نتسكيب نافيجاتور
نتسكيب نافيجاتور (بالإنجليزية: Netscape Navigator)‏ هو اسم لمتصفح ويب احتكاري في فترة التسعينات. كان لهذا المتصفح النصيب الأكبر في سوق متصفحات الويب، إلا أنه بحلول العام 2002، أصبح للمتصفح عدد قليل جدا من المستخدمين، ويعود هذا جزئيا إلى أن شركة مايكروسوفت قد ضمنت متصفحها إنترنت إكسبلورر في نظام التشغيل مايكروسوفت ويندوز، وإلى أن شركة نيتسكب كومينيكاشن لم تحافظ على الإبداع التقني لمتصفحها.

## كول تولك
كول تولك (بالإنجليزية: CoolTalk)‏، هاتف إنترنت مدرج في متصفح نتسكيب نافيجاتور 3.0، يحتوي مجيب آلي وشيرد وايتبورد.

## تحديث
- اشترت شركة AOL شركة نينسكب كومينيكاشن، وبحلول عام 2008 توقف إنتاج المتصفح Netscape Navigator

## اقرأ أيضا
- مؤسسة موزيلا
- موزيلا فايرفوكس